# ألي ويليس
ألي ويليس (بالإنجليزية: Allee Willis)‏ هي كاتبة غنائية وفنانة أمريكية، ولدت في 10 نوفمبر 1947.

## وصلات خارجية
- ألي ويليس على موقع IMDb (الإنجليزية)
- ألي ويليس على موقع ميوزك برينز (الإنجليزية)
- ألي ويليس على موقع قاعدة بيانات برودواي على الإنترنت (الإنجليزية)
- ألي ويليس على موقع أول ميوزيك (الإنجليزية)
- ألي ويليس على موقع ديسكوغز (الإنجليزية)